# Administrativní dělení Ománu

11 ománských guvernorátů

Omán se administrativně dělí na jedenáct guvernorátů. Tyto guvernoráty se dále dělí na vilájety, kterých je celkem 61.

## Guvernorát
| Číslo   | Název              | Název arabsky       | Sídelní město | Rozloha (km²) | Počet obyvatel (r. 2020) | Počet vilájetů |
| ------- | ------------------ | ------------------- | ------------- | ------------- | ------------------------ | -------------- |
| 1       | Ad-Dáchilíja       | منطقة الداخلية      | Nazvá         | 31 800        | 478 501                  | 8              |
| 2       | Az-Záhira          | منطقة الظاهرة       | Ibrí          | 35 900        | 213 043                  | 3              |
| 3       | Severní al-Bátina  | محافظة شمال الباطنة | Suhár         | 7 900         | 784 681                  | 6              |
| 4       | Jižní al-Bátina    | محافظة جنوب الباطنة | Rusták        | 5 320         | 465 550                  | 6              |
| 5       | Al-Burajmí         | محافظة البريمي      | Al-Burajmí    | 7 460         | 121 802                  | 3              |
| 6       | Al-Wustá           | المنطقة الوسطى      | Hajma         | 82 500        | 52 344                   | 4              |
| 7       | Severní aš-Šarkíja | شمال الشرقية        | Ibra          | 21 100        | 271 822                  | 6              |
| 8       | Jižní aš-Šarkíja   | جنوب الشرقية        | Súr           | 12 000        | 315 445                  | 5              |
| 9       | Dafár              | محافظة ظفار         | Salála        | 99 100        | 416 458                  | 10             |
| 10      | Maskat             | محافظة مسقط         | Maskat        | 3 800         | 1 302 440                | 6              |
| 11      | Musandam           | محافظة مسندم        | Chasab        | 1 620         | 49 062                   | 4              |
| Celkově | Omán               | سلطنة عمان          | Maskat        | 309 500       | 4 471 148                | 61             |

## Vilájety

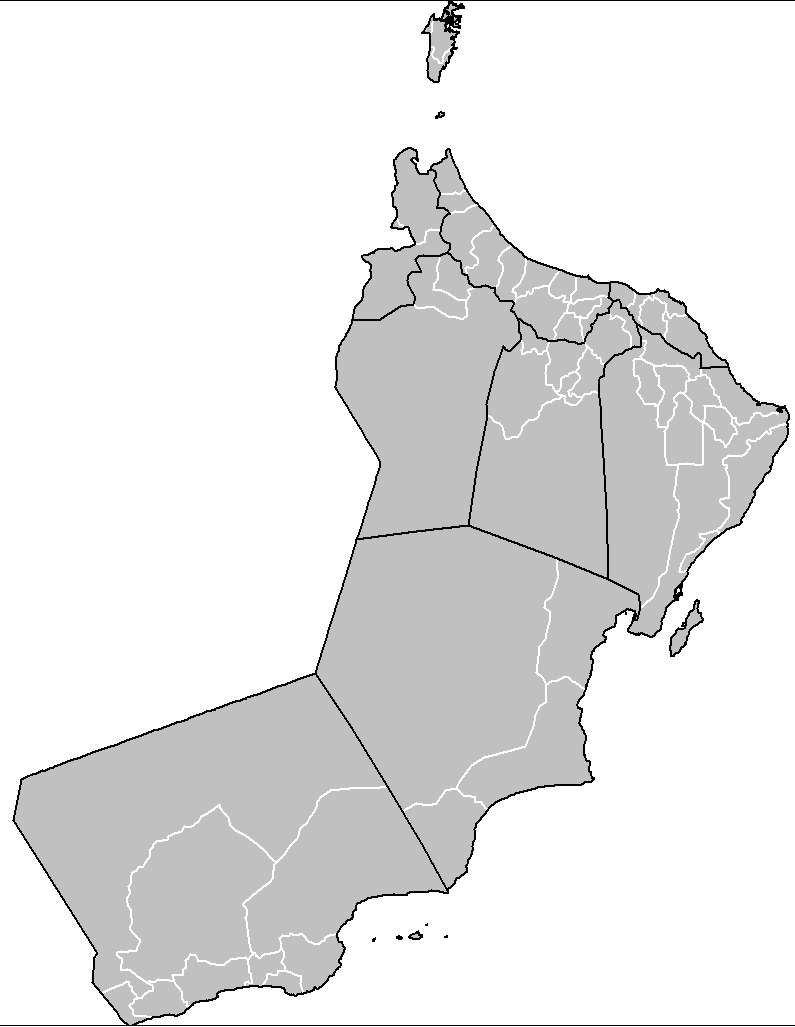
Vilájety Sultanátu Omán

Seznam všech provincií v Sultanátu Omán, označovaných jako vilájety.
- Guvernorát ad-Dáchílija

1. Adam
2. al-Hamrá
3. Bahlá
4. Bidbid
5. Izkí
6. Maná
7. Nazvá
8. Samájl

- Guvernorát Severní al-Bátina

1. Liwá
2. Suhár
3. Saham
4. Šinás
5. as-Suwajk
6. al-Chábúra

- Guvernorát Jižní al-Batína

1. al-Avabí
2. al-Musáná
3. an-Nachal
4. Barká
5. Rusták
6. Vádí al-Mávil

- Guvernorát al-Wusta

1. al-Džazúr
2. Dakm
3. Hajma
4. Mahút

- Guvernorát Severní aš-Šarkíja

1. al-Kabíl
2. Bidíja
3. Dema Vá Thajen
4. Ibra
5. Muzajbi
6. Vádí Baní Chálid

- Guvernorát Jižní aš-Šarkíja

1. al-Kamíl val-Vafí
2. Džalan Baní Bú Ali
3. Džalan Baní Bú Hasan
4. Masíra
5. Súr

- Guvernorát ad-Zahíra

1. Zank
2. Ibrí
3. Jankul

- Guvernorát Maskat

1. al-Amerat
2. Bawšar
3. Kurájat
4. Maskat
5. Matrah
6. Síb

- Guvernorát Musandam

1. Buchá
2. Diba al-Baja
3. Chasab
4. Madha

- Guvernorát Dafár

1. Al-Mazyunah
2. Dalkút
3. Mirbát
4. Mukšin
5. Rachjút
6. Sadá
7. Salála
8. Šalím, včetně ostrovů Kurjá-Murjá
9. Táka
10. Thumrajt

- Guvernorát al-Burajmí

1. al-Burajmí
2. as-Sinajna
3. Mahza